# Oswald Rayner
Oswald Rayner (29 de noviembre de 1888, Smethwick, Staffordshire - 6 de marzo de 1961, en Botley, Oxfordshire) fue un agente británico del servicio secreto MI-6  que operó en Rusia durante la Primera Guerra Mundial. Más tarde pasó a ser el corresponsal del Daily Telegraph en Finlandia.

## Biografía
Oswald Theodore Rayner nació en Smethwick, fue hijo de Thomas Rayner, un comerciante de telas y su esposa Florencia.
Entre los años 1907 y 1910 Rayner estudió Lenguas Modernas. Por el estallido de la Primera Guerra Mundial, Rayner fue reclutado porque era muy competente en los idiomas francés, alemán y ruso, siendo incorporado como oficial para la agencia de inteligencia británica del MI-6. Se cree que estuvo implicado en el complot de asesinato final contra Rasputín, y de acuerdo a una reciente investigación podría ser la persona que disparó el proyectil que mató en realidad a Rasputin. Más tarde Rayner compiló una traducción del ruso al inglés del libro Rasputín, su influencia maligna y su asesinato escrito por Yusupov. Años después el nombró a su único hijo, John Felix Rayner en honor a Félix Yusúpov. Murió el 6 de marzo de 1961 en Botley (Inglaterra), a los 72 años de edad.